# Realtek
Realtek est une société taïwanaise fondée en 1987 qui fabrique divers composants semi-conducteurs informatiques.
Les domaines dans lesquels ils sont les plus actifs sont les processeurs sonores et le réseau, ainsi que depuis environ 2009, les processeurs multimédia puis mobiles.
Un de leurs gros succès est la série de contrôleur réseau RTL8139 (en) que l'on retrouve dans les cartes réseau ethernet entrées de gamme dès les années 1990.

## Résultats (en milliers de nouveau dollar Taïwan)

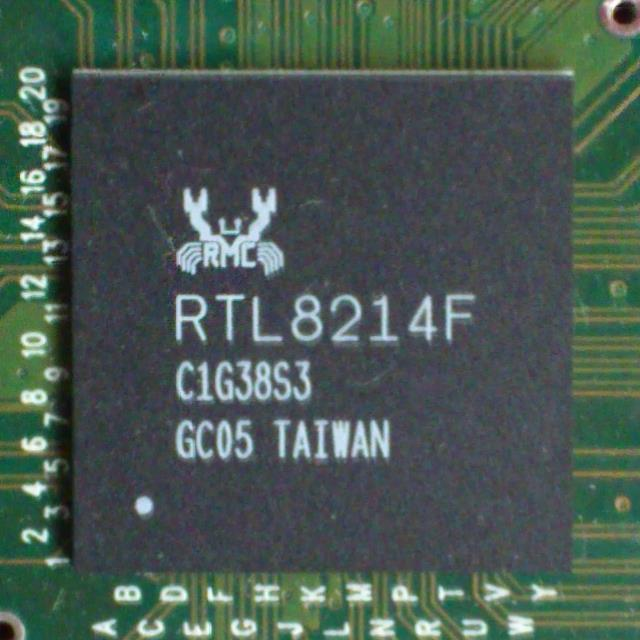
Un chipset Realtek (RTL8214F)

| Année | Chiffre d'affaires (en millions) | Croissance (en %) |
| ----- | -------------------------------- | ----------------- |
| 2000  | 5 361 182                        | 191,63%           |
| 2001  | 7 275 371                        | 35,70%            |
| 2002  | 9 158 809                        | 25,88%            |
| 2003  | 9 278 073                        | 1,30%             |
| 2004  | 9 311 192                        | 0,35%             |
| 2005  | 10 636 326                       | 14,23%            |
| 2006  | 12 423 378                       | 16,80%            |
| 2007  | 15 708 846                       | 26,44%            |
| 2008  | 16 744 403                       | 6,59%             |
| 2009  | 20 271 791                       | 21,06%            |
| 2010  | 22 270 940                       | 9,86%             |
| 2011  | 21 896 274                       | -1,68%            |
| 2012  | 24 613 536                       | 12,40%            |
| 2013  | 28 180 009                       | 14,48%            |
| 2014  | 31 263 298                       | 10,94%            |